# موتوماهی دماغه
موتوماهی دماغه (نام علمی: Engraulis capensis) نام یک گونه از سرده لاشه‌ماهیان است.